# Sorbo-Ocagnano
 Sorbo-Ocagnano  là một xã ở tỉnh Haute-Corse trên đảo Corse, Pháp. Xã này có diện tích 10,63 km², dân số năm 1999 là 716 người. Khu vực này có độ cao trung bình 310 mét trên mực nước biển.